# Фернандеш, Бартоломеу
Бартоломеу Фернандеш (порт. Bartolomeu Fernandes; 3 мая 1514[…], Мартиреш — 16 июля 1590, Виана-ду-Каштелу), в монашестве Варфоломей Мучеников (порт. Bartolomeu dos Mártires) — португальский католический священник-доминиканец, почётный архиепископ Брагский. Участвовал в Тридентском соборе, сподвижник Карло Борромео. Основал ряд больниц и хосписов в Браге, публиковал труды на разные темы, в том числе катехизисы. Всего является автором 32 произведений.
Процесс канонизации начался 11 сентября 1754 года, когда папа Бенедикт XIV объявил Фернандеша слугой Божией, а  23 мая 1845 года папа Григорий XVI назвал досточтимым. Папа Иоанн Павел II беатифицировал Фернандеша 4 ноября 2001 года. Наконец папа Франциск причислил его к лику святых 5 июля 2019 года после признания чуда, необходимого для канонизации.
День памяти — 16 июля.